# روماریو
روماریو د سوزا فاریا (به پرتغالی: Romário de Souza Faria) (زاده ۲۹ ژانویه ۱۹۶۶ در ریو دو ژانیرو) سیاستمدار و بازیکن فوتبال بازنشسته برزیلی است. او بیش از ۷۰۰ گل به ثمر رسانده و یکی از معدود بازیکنانی است که حداقل ۱۰۰ گل برای سه باشگاه به ثمر رسانده‌است. او در سال ۱۹۹۴ به عنوان بهترین بازیکن سال جهان انتخاب شده‌است. او در همین سال با درخشش در جام جهانی ۱۹۹۴ بهترین بازیکن جام شد. تمام‌کنندگی و دریبل‌زنی از خصوصیات بارز بازی او بود. او ۷۰ بازی ملی دارد و ۵۶ گل به ثمر رسانده‌است. روماریو یکی از بهترین بازیکنان تاریخ فوتبال به‌شمار می‌رود.
روماریو فعالیت سیاسی خود را در سال ۲۰۱۰ که به عنوان معاون حزب سوسیالیست برزیل انتخاب شد، آغاز کرد. او سپس در سال ۲۰۱۴ به عنوان سناتور انتخاب شد. او در سال ۲۰۱۷ حزب پودموس را تغییر داد و در سال ۲۰۲۱ به حزب لیبرال پیوست.

## تیم ملی
وی در سال ۲۰۰۹ میلادی از فوتبال خداحافظی نمود. او اولین بازیکن تاریخ فوتبال است که توانسته در ده دقیقه پنج گل در مقابل رم ایتالیا در ورزشگاه المپیک رم به ثمر برساند. این رکورد بعد سال‌ها توسط روبرت لواندوفسکی بازیکن تیم بایرن مونیخ در بازی برابر وولفسبورگ شکسته شد. لواندوفسکی در ۸ دقیقه پنج گل به ثمر رساند.

## فعالیت‌های سیاسی
وی در سال ۲۰۱۰ با بیش از ۱۵۰ هزار رای به عنوان نماینده حزب سوسیالیست برزیل برگزیده شد و در کمپین تبلیغاتی‌اش از دفاع از حقوق معلولان، جوانان و بچه‌ها گفت: «جوانان را با ورزش از مواد مخدر دور کنید.»

## آمار
| تیم                          | گل   | بازی | میانگین گل |
| واسکو د گاما                 | ۱۷   | ۴۷   | ۰٫۷۹       |
| آیندهون                      | ۹۶   | ۱۰۷  | ۰٫۹۸       |
| بارسلونا                     | ۳۴   | ۴۶   | ۱٫۱۳       |
| باشگاه فوتبال فلامینگو       | ۱۳۷  | ۱۶۲  | ۰٫۸۵       |
| والنسیا                      | ۵    | ۱۱   | ۰٫۶۷       |
| باشگاه ورزشی السد            | ۱    | ۳    | ۰          |
| باشگاه فوتبال میامی          | ۲۲   | ۲۹   | ۰٫۷۶       |
| باشگاه فوتبال آدلاید یونایتد | ۱۱   | ۱۴   | ۰٫۲۵       |
| تیم ملی فوتبال برزیل         | ۵۶   | ۷۰   | ۰٫۷۶       |
| تیم المپیک برزیل             | ۱۵   | ۱۱   | ۱٫۳۶       |
| یوث یرز                      | ۷۷   | ۱۲۷  | ۰٫۶۱       |
| دیگرها                       | ۲۱   | ۱۳   | ۱٫۶۱       |
| کل                           | ۴۵۶' | ۳۵۶  | ۰٫۷۹       |